# Partido judicial de Bermillo de Sayago
El partido judicial de Bermillo de Sayago fue uno de los ocho partidos judiciales en los que se dividió la provincia de Zamora (España) hasta 1983. Tenía como cabeza de partido la localidad de Bermillo de Sayago y englobaba los municipios del suroeste de la provincia, coincidiendo su demarcación con la mayor de la denominada comarca de Sayago. Tras la reestructuración de los partidos judiciales de 1983, los municipios del partido de Bermillo se incluyeron en el actual partido judicial de Zamora.

## Municipios
Listado de municipios pertenecientes al partido judicial de Bermillo:
- Abelón
- Alfaraz de Sayago
- Almeida
- Argañín
- Argusino
- Badilla
- Bermillo de Sayago
- Cabañas de Sayago
- Carbellino
- Escuadro
- Fariza
- Fermoselle
- Fornillos de Fermoselle
- Fresno de Sayago
- Gamones
- Gáname
- Luelmo
- Malillos
- Mogátar
- Moral de Sayago
- Moraleja de Sayago
- Moralina
- Muga de Sayago
- Palazuelo de Sayago
- Peñausende
- Pereruela
- Piñuel
- Roelos
- Salce
- Sobradillo de Palomares
- Sogo
- Tamame
- Torrefrades
- Torregamones
- Villadepera
- Villamor de Cadozos
- Villamor de la Ladre
- Villar del Buey
- Villardiegua de la Ribera
- Viñuela de Sayago
- Zafara

## Instalaciones
Desde 1834 hasta hace unos años, Bermillo fue cabeza del partido judicial de Sayago. Debido a esto, contó con un edificio que hacía las veces de juzgado y cárcel. Construido en piedra, fue levantado a primeros del siglo XX siguiendo los planos del arquitecto Segundo Viloria, arquitecto que trabajó en la provincia de Zamora, aportando su conocimiento a diversas obras notables, de la capital y de la provincia, entre las que destaca, sin lugar a dudas, el Mercado de Abastos y otros edificios modernistas.
En la actualidad es un edificio cumple diversos fines públicos: biblioteca, teatro y sede social de Aderisa. En 2013 fue rebautizado con el nombre de “Centro Cultural Jesús Santiago Panero” rindiendo homenaje a Jesús “Cuqui”, profesor jubilado e impulsor de la vida cultural de la localidad con la organización de actuaciones de teatro y, sobre todo, con su impulso a la Asociación Cultural La Mayuela.